# Symmachus (papież)
Symmachus (ur. na Sardynii, zm. 19 lipca 514 w Rzymie) – 51. papież w okresie od 22 listopada 498 do 19 lipca 514, święty Kościoła katolickiego.

## Życiorys
Był nawróconym na chrześcijaństwo Sardyńczykiem, synem Fortunata. Po śmierci Anastazego znowu doszło do wybrania dwóch papieży: prawowitego Symmacha i antypapieża Wawrzyńca.
Król Teodoryk Wielki zaakceptował dobrą wolę Symmacha, by zwołać synod. Po opinii króla Teodoryka Symmach zwołał synod, który miał potwierdzić jego prawowity wybór. Kiedy król Teodoryk Wielki przybył z Rawenny do Rzymu papież Symmach witał go, zaś zwolennicy Wawrzyńca oskarżyli papieża o celebrowanie obchodów świąt Wielkiej Nocy według starego kalendarza rzymskiego, a nie aleksandryjskiego. Na wezwanie króla Teodoryka Symmach wyjechał z Rzymu, ale nie dojechał do celu, bo w drodze otrzymał wiadomość, że oskarżono go o pożycie z niewiastą i przywłaszczenie własności kościelnej. Wrócił więc do Rzymu i chwilowo ukrył się w bazylice św. Piotra. Zwolennicy Wawrzyńca nakłonili Teodoryka by mianował on Piotra, biskupa Altinum, rzymskim wizytatorem i zarządcą Stolicy Apostolskiej. Teodoryk zwołał synod biskupi, by ten zbadał dokładnie oskarżenia padające pod adresem papieża Symmacha. W dniu rozpoczęcia synodu doszło w Rzymie do poważnych starć pomiędzy zwolennikami Wawrzyńca i Symmacha. Pod nieobecność Symmacha synod uznał, że papież może być postawiony tylko przed sądem Bożym, a nie ludzkim. Uchwalono też, że papież Symmach jest prawowitym papieżem, a kto odmawia mu posłuszeństwa jest schizmatykiem. Spory doprowadziły do zebrania poważnych akt odwołujących się do dziejów papiestwa z przekazów ustalonych przez Sylwestra I.
Symmach po powrocie z Rawenny zwołał ważny dla historii papiestwa synod. Odbył się on w bazylice św. Piotra (przy udziale 72 biskupów italskich) i podjął uchwały ograniczające możliwość ingerowania władzy świeckiej w wybór biskupa Rzymu. Dekret Consilium dilectionis vestrae z 1 marca 499 zakazywał jakichkolwiek pertraktacji za życia papieża i bez jego wiedzy. Dokument dawał papieżowi możliwość wskazania swego następcy, a w przypadku gdyby tak się nie stało, stanowił, że prawowitym papieżem będzie ten, kto zostanie wybrany przez całe duchowieństwo rzymskie, w przypadku zaś podziałów, przez jego większość. Dekret był pierwszą formalną próbą wprowadzenia przepisów dotyczących wyboru następcy urzędującego papieża. Wprowadzał ideę, że biskupa Rzymu wybierać mogło wąskie grono elektorów, a nie cały lud miasta. Jednakże próby wprowadzenia dekretu papieskiego w życie były nieskuteczne, podjęte, z wątpliwym zresztą skutkiem, zostały jedynie w latach 30. VI wieku.
Zarządził śpiewanie Gloria in excelsis Deo w niedzielnych mszach świętych (wg Pontyfikału rzymskiego).
Wiele lat później Symmach dążył do zwołania soboru w Heraklei. Symmach wysłał pismo do cesarza Bizancjum. W oczekiwaniu na odpowiedź papież zmarł. W czasie jego pontyfikatu na katolicyzm przeszedł Zygmunt, król Burgundów. Symmachus w 514 roku ustanowił Arles diecezją całej Galii i Hiszpanii, a prymat nad nią powierzył św. Cezaremu, który był pierwszym biskupem spoza Italii.
Został pochowany w grotach watykańskiej bazyliki św. Piotra.
Jego wspomnienie liturgiczne obchodzone jest 19 lipca.